# Physalis pubescens
Espèce
Statut de conservation UICN

 LC  : Préoccupation mineure
Physalis pubescens est une espèce de plante à fleurs de la famille des Solanaceae. Cette espèce est connue sous de nombreux noms communs, y compris coqueret, husk tomato (tomate en croûte), low ground-cherry, hairy groundcherry en anglais et muyaca et capulí en espagnole.

## Description
Physalis pubescens est une herbe annuelle produisant une tige glandulaire, densément velue, d'une hauteur maximale d'environ 60 cm à partir d'une racine pivotante. Les feuilles ovales ou en forme de cœur sont longues de 3-9 cm  et ont des bords lisses ou dentés. Les fleurs qui s'épanouissent à l'aisselle des feuilles sont en forme de cloche et mesurent environ un centimètre de long. Elles sont jaunes avec cinq taches foncées dans la gorge, et ont cinq étamines avec des anthères bleues. Le calice à cinq lobes des sépales à la base de la fleur s'élargit au fur et à mesure que le fruit se développe, devenant une structure gonflée, côtelée, semblable à une lanterne de 2-4 cm de long qui contient la baie.

## Répartition et habitat
Physalis pubescens est originaire du Brésil, mais on le trouve également dans la moitié sud des États-Unis, au Mexique, en Amérique centrale et dans une grande partie de l'Amérique du Sud. On peut la trouver ailleurs comme espèce introduite et parfois comme mauvaise herbe. Il peut pousser dans de nombreux types d'habitats, y compris les zones perturbées

## Utilisation
Les fruits peuvent être récoltés et mûris pendant quelques semaines pour être transformés en tarte ou en gelée ; les fruits non mûrs et les parties vertes de la plante sont quelque peu toxiques.
Les membres de la culture Toba-Pilagá de Gran Chaco consomment le fruit cru. Les enfants Toba-Pilagá font éclater les fruits de Physalis pubescens var. hygrophila (Mart.) Dunal. Lorsqu’ils sont recouverts par le calice gonflé en le plaçant sur la paume de la main et en le frappant avec l’autre main afin de faire des bruits dans le cadre des jeux}.

## Liste des variétés
Selon GBIF (24 septembre 2024) :
- Physalis pubescens var. hygrophila (C.Mart.) Dunal
- Physalis pubescens var. integrifolia (Dunal) Waterf.
- Physalis subulata var. subulata

## Systématique
Le nom correct complet (avec auteur) de ce taxon est Physalis pubescens L..
Ce taxon porte en français les noms vernaculaires ou normalisés suivants : Coqueret, Coqueret pubescent,, alkékenge doux, alkekenge doux, alkekenge jaune, alkekenge pubescent.
Physalis pubescens a pour synonymes :
- Alicabon barbadense (Jacq.) Raf.
- Alkekengi procumbens Moench
- Alkekengi villosa Moench
- Boberella pubescens (L.) E.H.L.Krause
- Physalis angustiloba Waterf.
- Physalis barbadensis var. glabra (Michx.) Fernald
- Physalis barbadensis var. obscura (Michx.) Rydb.
- Physalis barbadensis Jacq.
- Physalis brasiliensis Sendtn.
- Physalis decumbens Dunal
- Physalis floridana Rydb.
- Physalis foetens Griseb., 1857
- Physalis foetens Poir.
- Physalis foetidissima Lag.
- Physalis heterophylla var. timbo Dunal
- Physalis heterophylla Colla
- Physalis hirsuta var. barbadensis (Jacq.) Dunal
- Physalis hirsuta var. repandodentata Dunal
- Physalis hirsuta Dunal
- Physalis hygrophila C.Mart.
- Physalis hylophila Standl.
- Physalis latiphysa Waterf.
- Physalis miraflorensis Dunal
- Physalis neesiana Sendtn.
- Physalis nodosa Lam.
- Physalis obscura var. glabra Michx.
- Physalis obscura var. pubescens Pursh
- Physalis obscura var. viscidopubescens Michx.
- Physalis obscura Michx.
- Physalis petiolaris Rusby
- Physalis pubescens var. glabra (Michx.) Waterf.
- Physalis pubescens var. minutifolia O.E.Schulz
- Physalis pubescens var. pubescens
- Physalis pubescens var. typica Stehlé
- Physalis pubescens var. typica Stehlé ex Fournet, 1978
- Physalis ramosa Mill.
- Physalis rothiana Nees
- Physalis staminea Muhl.
- Physalis staminea Muhl. ex Nees
- Physalis subulata Rydb.
- Physalis turbinata Medik.
- Physalis villosa Mill.
- Physalis viscidopubescens (Michx.) Dunal
- Physalis viscosa Elliott